# Ghiacciaio Matthes
Il ghiacciaio Matthes (in inglese Matthes Glacier) è un ghiacciaio lungo 15,3 km situato sulla costa di Bowman, nella parte sud-orientale della Terra di Graham, in Antartide. Il ghiacciaio, il cui punto più alto si trova 484 m s.l.m., fluisce verso est fino ad arrivare all'insenatura Whirlwind, tra il ghiacciaio Demorest e il ghiacciaio Chamberlin, andando così ad alimentare quello che rimane della piattaforma glaciale Larsen C.

## Storia
Il ghiacciaio Matthes è stato scoperto da Sir Hubert Wilkins il 20 dicembre 1928, durante un volo di ricognizione dell'area ed è stato poi nuovamente fotografato durante una ricognizione aerea da parte del Programma Antartico degli Stati Uniti d'America nel 1940. Il ghiacciaio fu quindi mappato nel 1947 dal British Antarctic Survey, che all'epoca si chiamava ancora Falkland Islands and Dependencies Survey, e così battezzato in onore di François E. Matthes, all'epoca geologo capo presso lo U.S. Geological Survey.